# EDVAC

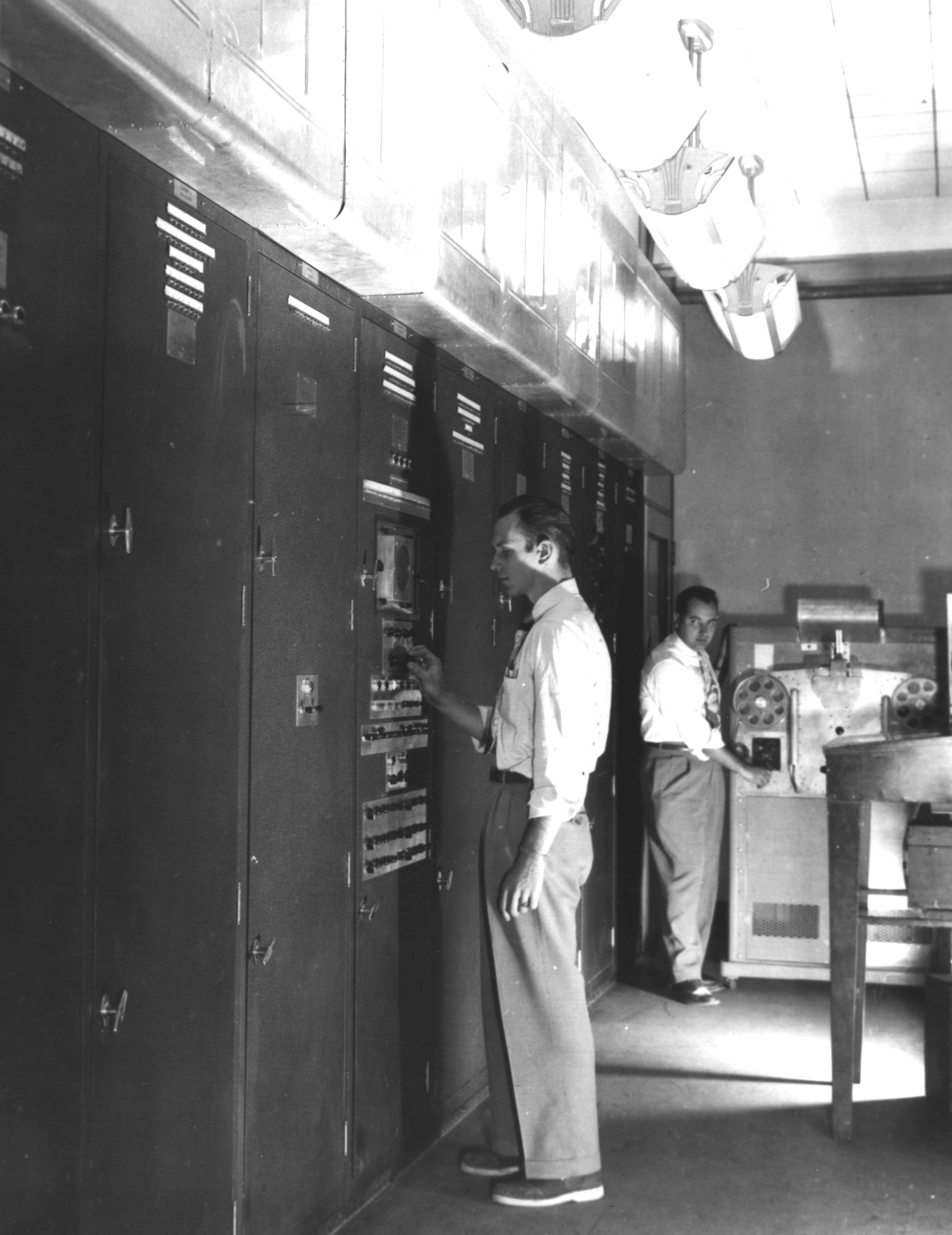
弾道研究所に設置されたEDVAC

EDVAC（エドバック、英: Electronic Discrete Variable Automatic Computerの略称）は、最初期の電子計算機（コンピュータ）の一つであった。その前身のENIACとは異なり、十進数ではなく二進数を使用しており、プログラム内蔵方式コンピュータとして設計された。

## 計画
ENIACを開発したジョン・モークリーとジョン・プレスパー・エッカートはENIACがまともに動作するようになる前の1944年8月、EDVACの設計と構築を提案した。その設計はENIAC構築中に考案された多くの重要なアーキテクチャ上または論理上の改良を取り入れるもので、高速な遅延記憶装置を採用することにしていた。ENIACと同様、EDVACはペンシルベニア大学が米陸軍のアバディーン実験場にある弾道研究所のために製作した。エッカートとモークリーを含むENIAC設計者らはコンサルタントという立場のジョン・フォン・ノイマンと合流して設計を開始した。1945年、フォン・ノイマンは論理設計について話し合った結果を 『EDVACに関する報告書の第一草稿』という報告書にまとめた。
新しいコンピュータの開発契約は1946年4月に結ばれ、当初予算は10万米ドル、コンピュータの名前はElectronic Discrete Variable Automatic Calculatorとされた。EDVACに実際かかった費用はENIACとほぼ同額の50万米ドル弱であった。

## 仕様
開発されたコンピュータは二進数を使用し、加算、減算、乗算、プログラムによる除算などが可能で、メモリは遅延記憶装置で1000ワード（後に1024ワードに拡張）であった（1ワードは44ビット）。
物理的には以下のような部品から構成されている。
- 磁気テープ読取/書込装置（Wilkes 1956:36[1] では、針金記録装置とされている）
- オシロスコープ付制御ユニット
- メモリや制御部から命令を受け取って適切な装置に命令を伝える分配装置
- ふたつの数値に対して演算を行いチェック後にメモリに格納する演算装置
- タイマー
- 水銀遅延管を64本使用したメモリ装置2台（各水銀遅延管は8ワードを格納、また補助タンクが3つあってそれぞれ1ワード格納[1]）

加算にかかった時間は846マイクロ秒で乗算は2900マイクロ秒である。開発する上での重要な問題は信頼性と経済性であった。
物理的には約6,000本の真空管と約12,000個のダイオードが使われていて、消費電力は56 kWである。設置面積は45.5平方mで7,850 kgの重量だった。運用には30人が8時間交代で張り付いていた。

## 実装と運用
EDVACは1949年8月に弾道研究所に運び込まれ、いくつかの問題に対処した後、1951年に部分的に稼動した。完成までに時間がかかったのは、ペンシルベニア大学とエッカート&モークリーとの間で特許権を巡る争いがあったためと言われている。このためエッカートとモークリーは大学を離れ、エッカート・モークリー・コンピュータ社を設立しEDVACに関わった技術者も引き抜いていった。
1960年には、EDVACは一日に20時間エラー無しで動作した。平均では一日8時間動作していたという。1953年にはパンチカード装置を追加、1954年には磁気ドラムメモリを外部記憶装置として追加し、1958年には浮動小数点演算装置が追加された。
EDVACは1961年にBRLESCに置き換えられるまで動作した。それまでの実績をみると、当時としては非常に高い信頼性と生産性であったと言える。

## プログラム内蔵方式の功績は誰のものか
プログラム内蔵方式、いわゆるノイマン型の着想は、主要メンバーのジョン・モークリーとジョン・プレスパー・エッカートが考案していたとされる。しかし、EDVAC開発チームの後から加わったジョン・フォン・ノイマンの名前で広まってしまっており、今もノイマンの名で参照されることも多い（ただし、以下のような経緯からあえてその名を使わない研究者もいる）。
ENIACの主要開発メンバーであるモークリーとエッカートは技術面で優れており、開発メンバーのノイマンは理論的側面で優れていた。「ノイマン型」などと呼ばれる理由としては、有名な文献『EDVACに関する報告書の第一草稿』の著者がノイマン単独となっていることと、当時のコンピュータ関連の他の多くの資料が軍事機密であったのに対し、この文献は部外者への配布などが行われたという理由が大きい。これは、一流数学者の名前を利用してEDVACの名声をあげたいペンシルベニア大学側の思惑があったともされる。モークリーとエッカートの開発メンバーからの離脱は、このことへの反発があるとされることもある。主要メンバーが離脱したEDVAC開発は大きく遅れ、世界初の実用的に稼働したプログラム内蔵方式コンピュータは1949年のEDSACとなってしまった。EDVACは1951年になって完成する。